# Lebanon (Connecticut)
Lebanon é uma cidade do Condado de New London, no estado norte-americano do Connecticut, cuja população no Censo 2010 era de 7381 habitantes.

## História

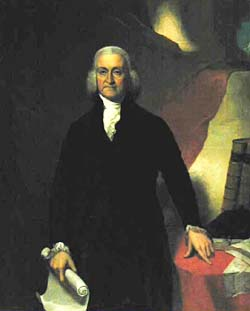
Gov. Jonathan Trumbull

Incorporada em 1700, Lebanon foi a cidade nata do primeiro Governador, Jonathan Trumbull. Durante a luta pela independência o Escritório Revolucionário de Guerra ficava localizado ali. Foi também a cidade natal do pintor John Trumbull e de seu irmão, também Governador do estado, Jonathan Trumbull Jr.
A importância local no período da Independência valeu à cidade o apelido de "Coração da Revolução"

## Dados atuais
Lebanon tem sua economia basicamente centrada na produção agrícola e no setor de serviços. Possui fazendas grandes produtoras de ovos.
Possui um museu, recentemente construído.